# Gallicrex
Gallicrex is een geslacht van vogels uit de familie Rallen, koeten en waterhoentjes (Rallidae). Het geslacht telt één soort:
- Gallicrex cinerea – Waterhaan